# Statues-menhirs du Puget
Les statues-menhirs du Puget sont deux statues-menhirs appartenant au groupe rouergat découvertes à Viane, dans le département du Tarn en France.

## Historique
Les deux statues ont été découvertes en 1995. Elles sont inscrites monuments historiques au titre d'objet depuis le 30 octobre 2019,.

## Statueno1
Elle correspond à la partie supérieure d'une statue plus grande cassée au niveau de la ceinture. Elle a été sculptée et gravée sur une dalle de grès importé. Elle mesure 0,76 m de hauteur sur 0,75 m de largeur et 8 cm d'épaisseur. Les sculptures sont de très belle qualité. C'est une statue masculine. Le visage (yeux, nez) est délimité par un bourrelet. Les bras sont coudés à angle droit. Les mains entourent « l'objet » de forme très effilée. Le personnage porte un arc sur le côté gauche. Au dos, les crochets-omoplates et le baudrier sont bien visibles.

## Statueno2
La statue a été découverte dans un tas d’épierrement. Elle a été sculptée sur une dalle de schiste de 1,55 m de hauteur sur 0,65 m de largeur et 0,19 m d'épaisseur. Elle est complète mais très usée. Les yeux, une jambe, la ceinture et une partie probable d'un baudrier sont encore visibles.